# پاسکواله توری
پاسکواله توری (انگلیسی: Pasquale Turi؛ زادهٔ ۱۸ مهٔ ۱۹۹۳) بازیکن فوتبال اهل ایتالیا است.
از باشگاه‌هایی که در آن بازی کرده‌است می‌توان به باشگاه فوتبال روبور سیه‌نا اشاره کرد.
وی همچنین در تیم ملی فوتبال Italy U20 "C" بازی کرده‌است.